# Fleuret masculin par équipes aux Jeux olympiques d'été de 2016
Navigation
Londres 2012 Tokyo 2020
L'épreuve de fleuret par équipes masculin des Jeux olympiques d'été de 2016 de Rio de Janeiro se déroule à la Carioca arena le 12 août 2016.

## Format de la compétition
La compétition se dispute sur la forme d'un tableau d'élimination directe. Les huit équipes qualifiées sont réparties sur dans un tableau de 8. Les matchs sont constitués en fonction du classement mondial établi par la Fédération internationale d'escrime. L'équipe classée première parmi les présentes rencontre la huitième, la deuxième rencontre la septième, la troisième la sixième et la quatrième la cinquième.
Les équipes sont constituées de trois tireurs, chacun des tireurs d'une équipe rencontrant les trois tireurs de l'équipe adverse. Le match est constitué de relais de 5 points. Il y a donc 9 relais de cinq en cinq. La première équipe atteignant 45 points est déclarée vainqueur. Chaque relais est limité à 3 minutes effectives. Si au terme des trois minutes le cap des cinq points marqués n'est pas atteint, le tireur suivant continue jusqu'à atteindre son relais suivant.

## Qualifiés
Huit équipes se sont qualifiées par le biais du classement de la Fédération internationale d'escrime :
- Russie (1)
- Italie (2)
- France (3)
- États-Unis (4)
- Chine (5)
- Grande-Bretagne (7)
- Égypte (9)
- Brésil (11)

## Médaillés
| Or                                                         | Argent                                                                    | Bronze                                                                           |
| Russie Timur Safin Artur Akhmatkhuzin Aleksey Cheremisinov | France Erwann Le Péchoux Jérémy Cadot Enzo Lefort Jean-Paul Tony Helissey | États-Unis Miles Chamley-Watson Race Imboden Alexander Massialas Gerek Meinhardt |

## Résultats

### Phase finale
|  | Quarts de finale | Quarts de finale | Quarts de finale | Quarts de finale |    |            | Demi-finales | Demi-finales | Demi-finales           | Demi-finales           |                        |                        | Finale | Finale | Finale | Finale |
|  |                  |                  |                  |                  |    |            |              |              |                        |                        |                        |                        |        |        |        |        |
|  |                  |                  |                  |                  |    |            |              |              |                        |                        |                        |                        |        |        |        |        |
|  |                  |                  |                  |                  |    |            |              |              |                        |                        |                        |                        |        |        |        |        |
|  | 1                | Italie           | 45               | 45               |    |            |              |              |                        |                        |                        |                        |        |        |        |        |
|  | 1                | Italie           | 45               | 45               |    |            |              |              |                        |                        |                        |                        |        |        |        |        |
|  | 8                | Brésil           | 27               | 27               |    |            |              |              |                        |                        |                        |                        |        |        |        |        |
|  | 8                | Brésil           | 27               | 27               | 1  | Italie     | 30           | 30           |                        |                        |                        |                        |        |        |        |        |
|  |                  |                  |                  |                  | 1  | Italie     | 30           | 30           |                        |                        |                        |                        |        |        |        |        |
|  |                  |                  | 4                | France           | 45 | 45         |              |              |                        |                        |                        |                        |        |        |        |        |
|  | 5                | Chine            | 4                | France           | 45 | 45         | 42           | 42           |                        |                        |                        |                        |        |        |        |        |
|  | 5                | Chine            |                  |                  |    |            |              | 42           |                        |                        |                        |                        |        |        |        |        |
|  | 4                | France           | 45               | 45               |    |            |              |              |                        |                        |                        |                        |        |        |        |        |
|  | 4                | France           | 45               | 45               | 4  | France     | 41           | 41           |                        |                        |                        |                        |        |        |        |        |
|  |                  |                  |                  |                  | 4  | France     | 41           | 41           |                        |                        |                        |                        |        |        |        |        |
|  |                  |                  | 3                | Russie           | 45 | 45         |              |              |                        |                        |                        |                        |        |        |        |        |
|  | 3                | Russie           | 3                | Russie           | 45 | 45         | 45           | 45           |                        |                        |                        |                        |        |        |        |        |
|  | 3                | Russie           |                  |                  |    |            |              |              |                        |                        |                        |                        |        |        |        |        |
|  | 6                | Grande-Bretagne  | 43               | 43               |    |            |              |              |                        |                        |                        |                        |        |        |        |        |
|  | 6                | Grande-Bretagne  | 43               | 43               | 3  | Russie     | 45           | 45           | Match pour la 3e place | Match pour la 3e place | Match pour la 3e place | Match pour la 3e place |        |        |        |        |
|  |                  |                  |                  |                  | 3  | Russie     | 45           | 45           | Match pour la 3e place | Match pour la 3e place | Match pour la 3e place | Match pour la 3e place |        |        |        |        |
|  |                  |                  | 2                | États-Unis       | 41 | 41         |              |              |                        |                        |                        |                        |        |        |        |        |
|  | 7                | Égypte           | 2                | États-Unis       | 41 | 41         | 37           | 37           |                        |                        |                        |                        |        |        |        |        |
|  | 7                | Égypte           |                  |                  |    |            |              | 37           |                        |                        | 1                      | Italie                 | 31     | 31     |        |        |
|  | 2                | États-Unis       | 45               | 45               |    |            |              |              |                        |                        | 1                      | Italie                 | 31     | 31     |        |        |
|  | 2                | États-Unis       | 45               | 45               | 2  | États-Unis | 45           | 45           |                        |                        |                        |                        |        |        |        |        |
|  |                  |                  |                  |                  |    |            |              |              |                        |                        |                        |                        |        |        |        |        |

### Matchs de classement 5-8
|  | Classement 5-8  | Classement 5-8  |                |    | Classement 5-6 | Classement 5-6 |
|  | Classement 5-8  | Classement 5-8  |                |    | Classement 5-6 | Classement 5-6 |
|  |                 |                 |                |    |                |                |
|  |                 |                 |                |    |                |                |
|  |                 |                 |                |    |                |                |
|  | Brésil          | 41              |                |    |                |                |
|  | Brésil          | 41              |                |    |                |                |
|  | Chine           | 43              |                |    |                |                |
|  | Chine           | 43              | Chine          | 45 |                |                |
|  |                 |                 | Chine          | 45 |                |                |
|  |                 | Grande-Bretagne | 38             |    |                |                |
|  | Grande-Bretagne | Grande-Bretagne | 38             | 45 |                |                |
|  | Grande-Bretagne |                 |                | 45 |                |                |
|  | Égypte          | 35              |                |    |                |                |
|  | Égypte          | 35              | Classement 7-8 |    |                |                |
|  |                 |                 |                |    |                |                |
|  |                 |                 |                |    |                |                |
|  |                 |                 |                |    |                |                |
|  | Brésil          | 39              |                |    |                |                |
|  | Brésil          | 39              |                |    |                |                |
|  | Égypte          | 45              |                |    |                |                |
|  | Égypte          | 45              |                |    |                |                |

## Sources
- Tableau des résultats du fleuret masculin par équipes sur le site de la FIE
- Le site officiel du Comité international olympique
- Site officiel de Rio 2016